# Caminhada de oração
Uma caminhada de oração é uma actividade que consiste em caminhar e orar (ou rezar) em simultâneo. É feita não pelo benefício físico mas pelo exercício espiritual, seja funcionando como uma manifestação pública (para dar o evento a conhecer a outras pessoas), ou em silêncio, à vista do motivo de oração: por exemplo, uma pessoa ou grupo pode estar a orar por uma cidade ou bairro, e percorrer as ruas enquanto ora, em voz alta ou em silêncio.